# Młotkowo (jezioro)
Młotkowo – jezioro na Pojezierzu Choszczeńskim, położone w województwie zachodniopomorskim, w powiecie choszczeńskim, w gminie Bierzwnik o powierzchni 10,6 ha.
Na wschodnim brzegu jeziora leży kolonia Bożejewko.
Zbiornik znajduje się w zlewni Mierzęckiej Strugi.